# Marco Antonio Canini
Marco Antonio Canini, född 1822 i Venedig, död där den 12 augusti 1891, var en italiensk författare.
Canini studerade juridik i Padua, men måste fly därifrån 1847 på grund av deltagande i den nationella frihetsrörelsen, deltog 1848-1849 i striden mot österrikarna, förvisades sedan och återkom först 1859 till Italien, där han var tidningsman. Han sändes 1862 av Urbano Rattazzi som agent till Orienten, följde 1866 med Giuseppe Garibaldi, levde sedan i Frankrike till 1871, då han slog sig ned i Italien igen. 
Hans dikter, Mente, fantasia e cuore (1852), Giorgio il monaco e Leila (1872), Amore e dolore (1880) med flera och översättningarna Il libro dell'amore (2 band, 1886-87) kommer att bevara hans namn längst. Hans etymologiska italienska lexikon (1865) angreps häftigt av Ascoli. I Vingt ans d’exil lämnade Canini sin självbiografi.